# ستيفن ك. غان
ستيفن ك. غان هو رئيس مجلس الإدارة وكبير الإداريين التنفيذيين كندي، ولد في 1954.